# Santi Cosma e Damiano
|  | Per a altres significats, vegeu «basílica de Santi Cosma e Damiano». |

Santi Cosma e Damiano és un comune (municipi) de la província de Latina, a la regió italiana del Laci, situat en part a la zona del Monts Auruncs (Monti Aurinci) i en part a la plana del Garigliano.
Santi Cosma e Damiano limita amb els municipis de Castelforte, Minturno, Coreno Ausonio i Sessa Aurunca.
A 1 de gener de 2019 tenia 6.943 habitants.

## Història
Es menciona per primera vegada en un document del Ducat de Gaeta del 830 dC, tot i que la zona va estar habitada antigament pels ausonis i els auruncs (a prop es trobava l'antiga ciutat de Vèscia).
Aquí, a la localitat coneguda com a Vattaglia es va lluitar l'any 915 la batalla de Garigliano entre la lliga italiana i els sarraïns. Després de la batalla, el lloc va formar part del Ducat de Gaeta i més tard de l'Abadia de Montecassino, fins a la conquesta normanda del 1140, després de la qual va seguir la història del Regne de Nàpols.
Durant la Segona Guerra Mundial, Santi Cosma e Damiano estava dins la Línia Gustav, per la qual cosa va patir greus bombardejos els anys 1943 i 1944.